# Круглик (заказник)
Кру́глик — ентомологічний заказник місцевого значення. Розташований у Шахтарському районі Донецької області біля села Нікішине. Статус заказника присвоєно рішенням Донецької обласної ради народних депутатів 10 березня 1993 року. Загальна площа заказника становить 12,9 гектара. У заказнику «Круглик» гніздуються різні види бджіл і джмелів, що обумовлено наявністю квітучого конвеєра нектароносів.
Крім заказника Круглик місця гніздування диких бджіл у Донецької області також охороняються в ентомологічних заказниках Кальчицький, Новоселківський, Старомихайловський, Старченківський.